# Бояджиев, Цочо
Цочо Христов Бояджиев (25 сентября 1951, Троян) — болгарский философ, историк и переводчик.
Бояджиев — один из ведущих болгарских ученых-гуманитариев, основоположник философской медиевистики в Болгарии. Преподает историю античной и средневековой философии в Софийском университете им. св. Климента Охридского. Член международного общества исследований средневековой философии (Лёвен) и Европейской академии наук и искусств (Вена).
Автор ряда статей и монографий, учебных пособий, составитель нескольких антологий и сборников философских текстов. Учредитель Института изучения средневековой философии. Переводчик с латинского, древнегреческого и немецкого языков.

## Биография

### Образование
Цочо Бояджиев — воспитанник Немецкой языковой гимназии в г. Ловеч (1965—1970). Изучал философию в Софийском университете им. св. Климента Охридского (1972—1976). Доктор философия, диссертация на тему «Современное немецкое платоноведение» (1980). Доктор философских наук, диссертация на тему «Ренессанс XII века: природата и человек» (1990).

### Специализации
- 1988—1989, 1993 — Тюбинген
- 1998—1999 — Кёльн
- 2000, 2003, 2007, 2009 — Берлин
- 2002 — Будапешт
- 2005 — Рим
- 2012 — Цуг, Швейцария

### Профессиональное развитие
Профессор Философского факультета Софийского университета (с 1992). Гостевой профессор в Новом болгарском университете (с 1999).

### Научные интересы
Основные научные интересы Бояджиева — философия времен, предшествовавших современности, преимущественно Средневековья, а также античное и ренессансное мышление.

### Членство в профессиональных союзах
- Директор Института средневековой философии и культуры, София
- Член Международного общества исследований средневековой философии, Лёвен
- Действительный член Европейской академии наук и искусства, Вена
- Член-корреспондент Берлинского научного общества
- Действительный член Эрфуртской академия наук
- Общество по изучению философии средневековья и ренессанса, Берлин
- Европейское высшее училище античной и средневековой философии (EGSAMP)

### Научные труды
- 1985 — Неписаното учение на Платон, София: Унив. изд. «Св. Климент Охридски».
- 1988 — Студии върху средновековния хуманизъм.
- 1990 — Античната философия като феномен на културата. (второ издание, 1994 — София: Любомъдрие, 144 с. (ISBN 954-8334-03-8); немско издание, Вюрцбург 1995)
- 1991 — Ренесансът на XII век: Природата и човекът, София: Унив. изд. «Св. Климент Охридски».
- 1992 — Августин и Декарт: Размишление върху основанията на модерната култура, София: Унив. изд. «Св. Климент Охридски», 120 с.
- 1998 — Кръговрат на духа: Философски есета и студии от Платон до Фичино, София: ЛИК, 208 с. (ISBN 954-607-173-0)
- 2000 — Нощта през Средновековието, София: Софи-Р, 640 с.[2],[3]
- 2007 — Loca remotissima: студии по културна антропология на европейското средновековие, София: Унив. изд. «Св. Климент Охридски», 448 с. (ISBN 978-954-638-144-6)
- 2014 — Философия на Фотографията, София: Изток-запад, ISBN 9786191524617